# Czerwieńsk Mt
Czerwieńsk Mt – nieużywany przystanek kolejowy w Czerwieńsku, w województwie lubuskim, w Polsce.